# غرينوود (مين)
غرينوود (بالإنجليزية: Greenwood, Maine)‏ هي بلدة أمريكية تقع في الولايات المتحدة في Oxford County. يقدر عدد سكانها بـ 830 نسمة ومساحتها 111.58 كم2 وترتفع عن سطح البحر 388 متر.

## التركيبة السكانية
قام مكتب تعداد الولايات المتحدة بتحديد بيانات التركيبة السكانية لغرينوود في تعداد الولايات المتحدة. في ما يلي، التركيبة السكانية حسب تعدادي 2000 و2010.

### تعداد عام 2000
بلغ عدد سكان غرينوود 802 نسمة بحسب تعداد عام 2000، وبلغ عدد الأسر 320 أسرة وعدد العائلات 226 عائلة مقيمة في البلدة. في حين سجلت الكثافة السكانية 19.2 نسمة لكل ميل مربع (7.4/كم2). وبلغ عدد الوحدات السكنية 670 وحدة بمتوسط كثافة قدره 16.0 نسمة لكل ميل مربع (6.2/كم2).
وتوزع التركيب العرقي للبلدة بنسبة 98.88% من البيض و 0.37% من الأمريكيين الأصليين و 0.12% من الأمريكيين ذوي الأصول الآسيوية و 0.12% من الأمريكيين الأفارقة و 0.50% من عرقين مختلطين أو أكثر.
بلغ عدد الأسر 320 أسرة كانت نسبة 31.3% منها لديها أطفال تحت سن الثامنة عشر تعيش معهم، وبلغت نسبة الأزواج القاطنين مع بعضهم البعض 58.8% من أصل المجموع الكلي للأسر، ونسبة 8.1% من الأسر كان لديها معيلات من الإناث دون وجود شريك، وكانت نسبة 29.1% من غير العائلات. تألفت نسبة 20.6% من أصل جميع الأسر من أفراد ونسبة 8.8% كانوا يعيش معهم شخص وحيد يبلغ من العمر 65 عاماً فما فوق. وبلغ متوسط حجم الأسرة المعيشية 2.93، أما متوسط حجم العائلات فبلغ 2.51.
بلغ العمر الوسطي للسكان 39 عاماً. وكانت نسبة 25.6% من القاطنين تحت سن الثامنة عشر، وكانت نسبة 5.9% بين الثامنة عشر والأربعة وعشرون عاماً، ونسبة 27.1% كانت واقعةً في الفئة العمرية ما بين الخامسة والعشرون حتى والأربعة وأربعون عاماً، ونسبة 27.4% كانت ما بين الخامسة والأربعون حتى الرابعة والستون، ونسبة 14.1% كانت ضمن فئة الخامسة والستون عاماً فما فوق. يوجد لكل 100 أنثى 97.5 ذكر، ويوجد لكل 100 أنثى في الثامنة عشر من عمرها فما فوق 87.7 ذكر.
بلغ متوسط دخل الأسرة في البلدة 38,750 دولار، أما متوسط دخل العائلة فبلغ 41,458 دولار. وكان متوسط دخل الذكور 34,554 دولار مقابل 23,750 دولار للإناث. وسجل دخل الفرد الخاص بالبلدة 22,143 دولار. وكانت نسبة 4.3% من العائلات ونسبة 7.3% من السكان تحت خط الفقر، وكان من هؤلاء نسبة 8.2% تحت سن الثامنة عشر ونسبة 3.3% في الخامسة والستين من العمر وما فوق.

### تعداد عام 2010
بلغ عدد سكان غرينوود 830 نسمة بحسب تعداد عام 2010، وبلغ عدد الأسر 362 أسرة وعدد العائلات 232 عائلة مقيمة في البلدة. في حين سجلت الكثافة السكانية 19.9 نسمة لكل ميل مربع (7.7/كم2). وبلغ عدد الوحدات السكنية 810 وحدة بمتوسط كثافة قدره 19.4 لكل ميل مربع (7.5/كم2).
وتوزع التركيب العرقي للبلدة بنسبة 97.2% من البيض و 0.5% من الأمريكيين الأصليين و 0.2% من الأمريكيين ذوي الأصول الآسيوية و 0.4% من الأمريكيين الأفارقة و 1.0% من عرقين مختلطين أو أكثر.
بلغ عدد الأسر 362 أسرة كانت نسبة 25.4% منها لديها أطفال تحت سن الثامنة عشر تعيش معهم، وبلغت نسبة الأزواج القاطنين مع بعضهم البعض 51.7% من أصل المجموع الكلي للأسر، ونسبة 8.3% من الأسر كان لديها معيلات من الإناث دون وجود شريك، بينما كانت نسبة 4.1% من الأسر لديها معيلون من الذكور دون وجود شريكة وكانت نسبة 35.9% من غير العائلات. تألفت نسبة 28.2% من أصل جميع الأسر من أفراد ونسبة 8.6% كانوا يعيش معهم شخص وحيد يبلغ من العمر 65 عاماً فما فوق. وبلغ متوسط حجم الأسرة المعيشية 2.79، أما متوسط حجم العائلات فبلغ 2.29.
بلغ العمر الوسطي للسكان 46.3 عاماً. وكانت نسبة 19.9% من القاطنين تحت سن الثامنة عشر، وكانت نسبة 6.1% بين الثامنة عشر والأربعة وعشرون عاماً، ونسبة 21% كانت واقعةً في الفئة العمرية ما بين الخامسة والعشرون حتى والأربعة وأربعون عاماً، ونسبة 37.3% كانت ما بين الخامسة والأربعون حتى الرابعة والستون، ونسبة 15.7% كانت ضمن فئة الخامسة والستون عاماً فما فوق. وتوزع التركيب الجنسي للسكان بنسبة 50.2% ذكور و49.8% إناث.